# Richard Swartz
Richard Swartz (geboren 14. Dezember 1945 in Stockholm) ist ein schwedischer Osteuropa-Korrespondent und Schriftsteller.

## Leben
Swartz ist – mütterlicherseits – ein Spross der großbürgerlichen Familie Swartz, aus der unter anderem der schwedische Ministerpräsident Carl Swartz hervorgegangen ist. Richard Swartz studierte ab 1968 an der Handelshochschule Stockholm, dann an der Universität Stockholm und war von 1970 bis 1972 Student der Karls-Universität Prag.
Von 1972 bis 2009 berichtete er aus Wien als Osteuropa-Korrespondent für Svenska Dagbladet. 1987/88 war er vorübergehend in Paris tätig. Er schrieb außerdem für die Frankfurter Allgemeine Zeitung und die Süddeutsche Zeitung. Seit 2009 ist er freier Mitarbeiter bei Dagens Nyheter. Einige seiner journalistischen Arbeiten fasste er zu Büchern zusammen. Seit den 1990er Jahren schreibt er auch Belletristik, die zum Teil auf Deutsch vorliegt.
Richard Swartz ist mit der kroatischen Schriftstellerin und Journalistin Slavenka Drakulić verheiratet und lebt abwechselnd in Wien, Stockholm und Sovinjak (Istrien). 2020 erhalten sie gemeinsam den Internationalen Stefan-Heym-Preis.

## Schriften (Auswahl)
- Austern in Prag. Leben nach dem Frühling. Aus dem Schwedischen von Andrea Zederbauer, Wien: Zsolnay, 2019. ISBN 978-3-552-05932-0.
- Blut, Boden & Geld. Eine kroatische Familiengeschichte. Aus dem Schwedischen von Hedwig M. Binder, Frankfurt am Main 2016, ISBN 978-3100022684.[3]
- Wiener Flohmarktleben. Übersetzung von Verena Reichel, Wien 2015.
- Notlügen. Übersetzung von Verena Reichel, München 2012.
- Über den Rand hinaus. Essay. Übersetzung von Hedwig M. Binder, Klagenfurt 2007.
- Christoph Lingg, Susanne Schaber, Richard Swartz, Serhij Zhadan: Stillgelegt. Industrieruinen im Osten. Wien 2007.
- Adreßbuch. Geschichten aus dem finsteren Herzen Europas. Aus dem Schwed. von Verena Reichel, München 2005.
- Ein Haus in Istrien. Roman. Übersetzung von Verena Reichel, München 2001.
- Roomservice. Geschichten aus Europas nahem Osten. Übersetzung von Jörg Scherzer [bearb. von Martin Pollack], Frankfurt am Main 1997, Reihe Die Andere Bibliothek.
- mit Péter Nádas: Zwiesprache. Vier Tage im Jahr 1989. Übersetzung von Christina Viragh, Reinbek 1994.
- Oppositionen i Östeuropa. Stockholm 1979.
- DDR – en stat växer fram. Stockholm 1974.
- Integration i Östeuropa. Stockholm 1972.